# Everybody’s Trying to Be My Baby
«Everybody’s Trying to Be My Baby» (рус. Каждая хочет быть моей крошкой) — песня, написанная Карлом Перкинсом и вышедшая в 1957 году в мини-альбоме Dance Album of Carl Perkins. Известна благодаря кавер-версии группы «Битлз», вышедшей в альбоме Beatles for Sale.

## История песни
Песня с аналогичным названием («Everybody’s Tryin’ To Be My Baby») была изначально написана американским кантри-исполнителем Рексом Гриффином (Rex Griffin); его версия вышла в 1936 году. В 1938 году кавер-версию песни под таким же названием выпустили Рой Ньюман и Его Парни (Roy Newman and His Boys). В середине 1950-х годов известный рокабилли-исполнитель Карл Перкинс написал свою версию песни с таким же названием; песня вышла в мини-альбоме Dance Album of Carl Perkins (1957 год). Версия Перкинса была впоследствии перепета группой «Битлз»; эта версия стала наиболее знаменитым исполнением песни. Несмотря на то, что версии Перкинса и Гриффина схожи в текстах, в музыкальном плане они совершенно разные — версия Перкинса более блюзовая и схожа по стилю с его знаменитым хитом «Blue Suede Shoes».

## Версия «Битлз»
Группа записала свою версию песни Перкинсона для альбома Beatles for Sale. Вокальную партию исполнял Джордж Харрисон, причём его вокал был обработан с использованием так называемого STEED-эффекта (STEED-effect). Запись песни состоялась 18 октября на студии «Эбби Роуд», был сделан лишь один дубль. Песня вошла также в американский альбом группы Beatles '65 и в американский мини-альбом 4-by The Beatles.
В записи участвовали:
- Джордж Харрисон — основной вокал, соло-гитара
- Джон Леннон — ритм-гитара, бубен
- Пол Маккартни — бас-гитара
- Ринго Старр — ударные

Живые исполнения группой этой песни записывались для радио BBC в июне 1963 года и в ноябре 1964 года. Последняя версия впоследствии вошла в альбом Live at the BBC. Уже после записи песни она неоднократно исполнялась вживую на различных концертах группы. Версия, исполненная в Нью-Йорке 15 августа 1965 года, была позднее включена в альбом Anthology 2.